# Oleg Antonov (volley-ball)
Pour les articles homonymes, voir Oleg Antonov (homonymie) et Antonov.
Oleg Yaroslavovich Antonov (en russe : Оле́г Ярославович Анто́нов) est un joueur russe naturalisé italien de volley-ball, né le 28 juillet 1988 à Moscou (alors en URSS). Il mesure 1,98 m et joue réceptionneur-attaquant. Il est international italien.

## Biographie
Il est le fils de Iaroslav Antonov et le neveu d'Oleg Viktorovitch Antonov, tous deux anciens joueurs soviétiques puis internationaux russes de volley-ball.

## Clubs
| Club              | De        | À         |
| ----------------- | --------- | --------- |
| Sisley Volley     | 2006-2007 | 2008-2009 |
| Pallavolo Mantoue | 2009-2010 | 2009-2010 |
| Igo Gênes Volley  | 2010-2011 | 2010-2011 |
| Sisley Volley     | 2011-2012 | 2011-2012 |
| Piemonte Volley   | 2012-2013 | 2013-2014 |
| Tours Volley-Ball | 2014-2015 | 2014-2015 |
| Trentino Volley   | 2015-2016 | ...       |

## Palmarès
- Ligue des champions
  - Finaliste : 2013
- Championnat d'Italie (1)
  - Vainqueur : 2007
- Coupe d'Italie (1)
  - Vainqueur : 2007
- Supercoupe d'Italie (1)
  - Vainqueur : 2008
- Coupe de France (1)
  - Vainqueur : 2015
- Championnat de France (1)
  - Vainqueur : 2015